# Jeroen Delmee
Jeroen Petrus Maria Delmee (Boxtel, 8 marzo 1973) è un ex hockeista su prato olandese.
Ha partecipato a quattro edizioni dei giochi olimpici (1996, 2000, 2004 e 2008) conquistando tre medaglie con la nazionale di hockey su prato dei Paesi Bassi.

## Palmarès
Olimpiadi
- 3 medaglie:
  - 2 ori (Atlanta 1996, Sydney 2000)
  - 1 argento (Atene 2004)

Mondiali
- 1 medaglia:
  - 1 oro (Utrecht 1998)

Europei
- 2 medaglie:
  - 1 oro (Manchester 2007)
  - 1 argento (Lipsia 2005)

Champions Trophy
- 8 medaglie:
  - 4 ori (Amstelveen 2000, Colonia 2002, Amstelveen 2003, Terrassa 2006)
  - 2 argenti (Lahore 2004, Chennai 2005)
  - 2 bronzi (Brisbane 1999, Kuala Lumpur 2007)